# レントゲン藝術研究所
レントゲン藝術研究所（Röntgen Kunstinstitut） は、1991年から1995年の約5年間、東京都大田区大森東に存在したオルタナティブギャラリーである。

## 概要
1991年6月に、株式会社池内美術の現代美術部門として、東京大田区大森にオープンした。元は倉庫であった60坪3階建て、計190坪の空間は当時において都内最大級であった。ディレクターは池内務である。
バブル崩壊後のまだ現代美術に疎い日本において活動の場のないアーティストを擁し、国内の現代アートの黎明期を担った。
代表的な企画展として、椹木野衣による「アノーマリー」展、村上隆による「WILD WILD」展、会田誠のデビューでもある「fo(u)rtunes」展がある。「ワンナイト・エキシビション」と呼ばれる若手作家の個展形式で一晩限りの展覧会が頻繁に行われるなど、若手作家の登竜門的な存在でもあった。
1995年、阪神・淡路大震災や地下鉄サリン事件による社会の混乱の中で活動を停止。閉鎖後は「レントゲンクンストラウム」「レントゲンヴェルケ」「ラディウム」と名前を変え、活動している。

## 沿革
- 1991年6月、「レントゲン藝術研究所」を大森にオープン
- 1996年6月、「レントゲンクンストラウム」として青山に拠点を移動
- 2001年12月、株式会社池内美術から独立、吉祥寺に移転
- 2001年6月、「レントゲンヴェルケ」として活動を開始
- 2003年4月、六本木のコンプレックスに「レントゲンヴェルケ」をオープン
- 2005年6月、株式会社化
- 2005年7月、小笠原年男より那須の「藝術倉庫」の運営を引き継ぐ
- 2008年3月、「ラディウム」を日本橋馬喰町にオープン
- 2019年7月、馬喰町ラディウム閉館
- 2020年3月、「レントゲン藝術研究所準備室」設立
- 2020年10月、石川県金沢に美術工藝たなかとGallery小暮と3つの画商合同でギャラリー「金澤水銀窟」をオープン

## 主な展覧会
出典：
1991年
- グループ展「機能-記号」6月6日 - 9月9日（作家：Wolfgang STILLER、Hans HERMANN、Joseph BEUYS、三上晴子、宮島達男、津田佳紀）
- 村上隆「One-Night-Exhibition#1」8月23日
- 有光茂樹「Tool 2」9月13日 - 25日
- 遊佐辰也 「One-Night-Exhibition#2」10月2日
- Lawrence CAROLL 「個展」10月7日 - 12月20日

1992年
- 村上隆「Wild,Wild」2月14日 - 3月18日
- 古井智「Myth-Less Mythology」4月3日 - 5月6日
- 渡辺英弘「One-Night-Exhibition#3」5月16日
- 遊佐辰也「個展」6月6日 - 7月29日
- H et H「Homeostasis」6月26日 - 7月29日
- 岩井茂昭「One-Night-Exhibition#4」8月5日
- グループ展「Anomaly」9月4日 - 11月4日（作家：伊藤ガビン、中原浩大、村上隆、ヤノベケンジ。キュレーター：椹木野衣）

1993年
- TECHNOCRAT「DutchLifeVol.1 - Contaminated」1992年12月11日 - 1993年1月7日
- 小沢剛、中野渡尉隆「fo(u)r tunes part 1」1月15日 - 27日（キュレーター：西原珉）
- 会田誠、鳴海暢平「fo(u)r tunes part 2」2月5日 - 17日（キュレーター：西原珉）
- Wolfgang STILLER 「Laboratorium」3月5日 - 4月7日
- 文田牧人「Machiavo」6月6日 - 7月14日
- 福居ショウジン「Pinocchio√964」7月23日 - 25日
- TECHNOCRAT「Human Juice」7月23日 - 25日
- SMTV「One-Night-Club-Exhibition#1 - Inter Discommunication」8月6日
- TECHNOCRAT「DutchLifeVol.4 - Coming Out」10月8日 - 11月3日
- 竹内忍「One-Night-Club-Exhibition#2」11月12日

1994年
- 三上晴子、福田美蘭「ICONOCLASM」12月22日 - 1994年3月3日（キュレーター：西原珉）
- グループ展「G-Girls」12月22日 - 1月14日（作家：浅生ハルミン、田代モモコ、中島花代、米津万里。キュレーター：西原珉）
- グループ展「High Fidelity」3月18日 - 4月22日（Thomas GIDLEY、Douglas GORDON、Rachl EVANS、Georgina STARR、Adam CHODZKO、Simon PATTERSON）
- 竹内忍「One-Night-Club-Exhibition#3 - Techno Heaven II」6月6日
- グループ展「Smooth Surface」6月6日 - 7月30日（会田誠、三上晴子、文田牧人、村上隆、サイモン・パターソン、中村政人ほか11名）
- HYPOTHESE「Night-Club-Exhibition - Nebula71」8月5日、6日
- Wolfgang STILLER「Konservierungsmassnahmen」8月26日 - 10月2日
- Andrew JAMES、Sarah STATON「Definitions of Reality」10月28日 - 11月27日

1995年
- グループ展「909-ANOMALY2」2月4日 - 4月2日（作家：Complesso Plastico、TECHNOCRAT、根本敬、山塚EYE、大友良英、灰野敬二、暴力温泉芸者。キュレーター：椹木野衣）
- 古井智「Mind Games of 20th Century」4月15日 - 5月15日
- 中野渡尉隆、中山ダイスケ「Methods of Dance」6月6日 - 7月16日（キュレーター：池内務）
- 曽根裕、眞島竜男「Departures」9月16日 - 10月15日（キュレーター：西原珉）
- 松蔭浩之「My Life」10月21日 - 11月5日
- Simon PATTERSON 「個展」11月18日 - 12月22日
- 「Collection/Selection」

## 関連作家
- 会田誠
- 飴屋法水
- 小沢剛
- 桑島秀樹
- 小谷元彦
- サイモン・パターソン
- 笹口数
- 篠田太郎
- 椹木野衣
- 中山ダイスケ
- 長谷川ちか子
- フロリアン・クラール
- 松の木タクヤ
- 三上晴子
- 村上隆